# Джейн Марсе
Джейн Галдіманд (у шлюбі Марсе; англ. Jane Marcet; 1 січня 1769-28 червня 1858) — британська хімік та економістка. Авторка підручників-бестселерів з хімії «Бесіди про хімію, в яких основи цієї науки доступно подані і ілюстровані експериментами» (1805), політекономії «Бесіди про політичну економію» (1817) та інших наук.

## Життєпис
Народилася 1769 року в Лондоні в родині швейцарського комерсанта і банкіра Ентоні Френсіса Галдіманда (1740/41-1817) та Джейн Пікерсгіль (-1785) найстаршою з 12 дітей. Її вчили танцям, музиці і малюванню. Займалася разом зі своїми молодшими братами математикою, латиною, а потім філософією та природничими науками: фізикою, хімією, біологією. Їх навчали найкращі лондонські викладачі. Коли мати померла в чергових пологах, Джейн довелося займатися ще й домашнім господарством.
1795 року познайомилася в Лондоні і 1799 року вступила в шлюб з лікарем-медиком Александра Марсе, який навчався хімії в Единбурзькому університеті. Народила двох дочок і двох синів: Франсуа Марсе (1803—1883) став відомим фізиком, а інший помер у віці 13 років.
З осені 1802 Джейн Марсе стала регулярно відвідувати лекції з хімії в Королівському інституті, які читав хімік і фізик Гемфрі Деві.
Джейн Марсе померла у 89 років в будинку своєї дочки в Лондоні.

## Внесок у науку
Підручник з хімії
В кінці 1802 році Марсе вирішила написати книгу з хімії для школи, взявши за основу лекції чоловіка, які раніше читала, готуючи його книгу до друку. На початку 1804 року рукопис був готовий, а 1805 року книга побачила світ. Марсе створила вступний підручник з хімії в стилі бесід, супроводжуваних експериментальною роботою, — «Бесіди про хімію, в яких основи цієї науки доступно подані й ілюстровані експериментами». У передмові запобіжно зазначалося з огляду на гендерні стереотипи того часу: «Природно зробити висновок, що звична бесіда — найкорисніше допоміжне джерело відомостей у такому навчальному процесі, особливо для жінок, чия освіта рідко розрахована на сприйняття абстрактних ідей або наукової мови. Під час написання цих сторінок автора неодноразово зупиняло передчуття, що така спроба може бути сприйнята деякими або як неналежна звичайним заняттям жінки, або як мало виправдана її власним недосконалим знанням предмета». Підручник Марсі витримав протягом 1805—1853 років 16 видань у Великій Британії, 15 видань у США і 3 видання у Франції. У США до 1853 року було продано понад 160 000 примірників книг.
Троє правдоподібних персонажок у формі бесіди між місіс Б. (Браянт) і ученицями — серйозною і старанною Емілією і Кароліною, яка «не схильна до хімії і не очікує знайти в ній багато цікавого» — робили матеріал книги значно цікавішим за звичайний підручник. В кожному наступному виданні у підручник додавалися відомості про нові відкриття того часу. Так, в підручник увійшло те, що Гемфрі Деві отримав лужні метали ще до того, як це відкриття отримало загальне визнання. 1841 року Марсе написала Майклу Фарадею, питаючи дозволу включити в чергове видання своєї книги його останні відкриття з електрики. Разом з тим, саме читання «Бесід про хімію» пробудило інтерес до хімії у Фарадея, коли він ще був учнем палітурника.
Джейн Марсе написала цілу серію подібних підручників, а також кілька книг для дітей: «Бесіди про філософію природознавства», «Бесіди про фізіології рослин» і «Бесіди про політичну економію», кожна з яких витримала ряд видань.
Підручник з політекономії
Джейн Марсе 1817 року опублікувала «Бесіди про політичну економію», які також мали успіх. Джом Кейнс у роботі 1926 року зазначив, що підручники Марсі закріпили поняття laissez-faire у свідомості людей як практичний висновок ортодоксальної політичної економії.